# Волго-Каспийский канал
Волго-Каспийский канал (ВКК) — судоходный канал, соединяющий глубоководный участок реки Бахтемир (главный рукав в дельте Волги) и глубоководную часть Каспийского моря через мелководную часть дельты Волги. Позволяет морским судам заходить в порты Оля (протока Бахтемир) и Астрахань (река Волга).
Шлюзы отсутствуют.

## История строительства
В середине XIX века во всём мире и в России начался существенный рост тоннажа торгового флота и объёма морских грузоперевозок. В связи с этим возникла необходимость в строительстве канала, связывающего внутренние российские порты с портами Каспийского моря.
Первоначально рассматривались два направления будущей дороги к морю: Камызякское и Бахтемирское. В 1874 году рукав Бахтемир был утверждён как наиболее приемлемый для морского судоходства. Этот год считается годом рождения ВКК. В этом же году началось строительство канала, первый этап которого длился 17 лет. При этом ежегодно из Бахтемирского рукава извлекалось до 60 тысяч кубометров донного грунта. Попутно от Астрахани до самого взморья этот водный путь обставлялся навигационными вехами. В 1894 году грузооборот через Астраханский порт возрос до 214 млн пудов (треть всех грузов, перевозимых через Суэцкий канал).
В 1914 году габариты ВКК составляли:
- глубина — 3,6 м
- ширина — 128 м
- длина — 33,2 км

В 30-40-е годы XX века в связи с падением уровня Каспия объёмы дноуглубления увеличились до 10 миллионов кубометров в год. Во время Великой Отечественной войны канал был единственным бесперебойно действующим «мостом», связывающим нефтеносные районы Закавказья с европейской частью страны. Несмотря на постоянные авианалёты немецкой авиации, на фронт и в тыл своевременно поставлялись горюче-смазочные материалы, продовольствие, техника и вооружение.
В первое послевоенное десятилетие, когда уровень Каспия непрерывно понижался, объёмы извлекаемого грунта ежегодно увеличивались.
В 1955 году габариты ВКК составили:
- глубина — 3,6 м
- ширина — 120 м
- длина — 168 км

В 1970 году грузооборот достиг 20 миллионов тонн в год.
В начале 90-х годов XX-го века, с распадом экономических связей внутри страны, резко снизились объёмы грузоперевозок по Волго-Каспию и соответственно объёмы дноуглубительных работ. В 1995 году канал перешёл в ведение Морской администрации порта (МАП) Астрахань. В это время, со стабилизацией уровня Каспия, возобновляются и постепенно наращиваются объёмы грузоперевозок и как следствие — дноуглубительных работ, достигших в 1997 году 1,8 миллионов кубометров.

## Современное состояние
С 1998 года активно развивается торговое мореплавание в бассейне. Россия и страны Прикаспия включились в международный транспортный коридор «Север-Юг», что позволяет ежегодно наращивать грузооборот через порты Астрахань и Оля: с 0,97 миллионов тонн в 1998 году до 4,7 миллионов тонн в 2004 году. С ростом морской торговли значительно увеличились и объёмы дноуглубительных работ: в 2003 году они составили 2,54 миллионов кубометров. В 2003 году Волго-Каспийский канал передан в управление филиала ФГУП «Росморпорт» в г. Астрахани.
Сегодня габариты канала обеспечивают безопасное движение судов с осадкой 4,5 метра до Астрахани и 4,7 метра до порта Оля. Созданы водомерные посты, модернизируются средства навигационного обеспечения, вводятся в эксплуатацию объекты ГМССБ морских районов А-1 и А-2, систем навигации, связи и управления движением судов (НАВТЕКС и ГЛОНАСС). Два мощных ледокола обеспечивают зимнюю проводку судов. Всё это позволило повысить уровень безопасности плавания по каналу и Каспийскому морю.